# Söderhamn-Mohed flygfält
Söderhamn - Mohed flygfält är en kommunalägd flygplats och ligger i Söderhamns kommun. 
Flygfältet i Mohed byggdes 1935 med landningsbanor i två riktningar som var ca 400 m långa. En slip byggdes i den närbelägna Florsjön, för sjöflygplan.
Under andra världskriget byggdes fältet om för att bli försvarets krigsflygfält 35. När Flygvapnet 1945 lokaliserade en flygflottilj till Söderhamn användes Mohedsfältet som ett provisorium av F 15 Söderhamn tills man byggde ett eget flygfält vid Sandarne. 
År 1945 överfördes det till kategorin övningsflygfält och används numera för privatflyg. Vid flygfältet är Söderhamns Flygklubb och Söderhamns Fallskärmsklubb verksamma. Söderhamns Flygklubb har f.n ett 30-tal medlemmar, och förfogar över en PA 28-180 och en SF-25C. Underhållet av bansystemet sköts av flygklubben som införskaffat för ändamålet erforderlig utrustning.
År 2019 anordnades ett stort riksscoutläger av Equmeniascouterna på flygfältet. 